# Seznam članov Rimskega kluba
Seznam članov Rimskega kluba.

## Aktivni

### A
- Sadikou Ayo Alao

### B
- Estela Rodrigues de Magalhães Barbot
- Benjamin Bassin
- El Hassan bin Talal
- Jérôme Bindé
- Fernando H. Cardoso
- Juan Luis Cebrian
- Derrick de Kerckhove
- Mauricio de Maria y Campos
- Ricardo Diez-Hochleitner

### E
- Dale F. Eickelman
- Ruth Bamela Engo-Tjega
- Isidro Faine Casas

### G
- Arnoldo José Gabaldón
- Paulo Alcantara Gomes
- Heitor Gurgulino de Souza
- Orhan Güvenen

### H
- Talât S. Halman
- Bohdan Hawrylyshyn
- Rafael Hernandez Colon
- Noreena Hertz
- Diego Hidalgo Schnur
- Kamal Hossain

### I
- Mugur Isărescu

### K
- Esko Kalimo
- Tapio O. Kanninen
- Sergej P. Kapitza
- Laszlo Kapolyi
- Mohamed Kassas
- Ashok Khosla
- David C. Korten
- Antoni Kuklinski

### L
- Martin Lees
- Patrick Liedtke

### M
- Mona Makram-Ebeid
- Mihajlo D. Mesarović
- Wolfgang Meyer
- Liz Mohn
- Jesus Moneo
- Uwe Möller

### N
- Kikujiro Namba

### O
- Konrad Osterwalder

### P
- Gunter Pauli
- Roberto Peccei
- José Aristodemo Pinotti
- Avi Primor

### R
- Franz Josef Radermacher
- Maria Ramirez Ribes
- Harold Robles
- Roseann Runte

### S
- Wolfgang Sachs
- Victor A. Sadovniči
- Saskia Sassen
- Mušahid Hussain Sajed
- Siegfried Sellitsch
- Tasneem Ahmad Siddiqui
- Ivo Slaus
- Mihaela Y. Smith
- Sergio Smith
- Klaus Steilmann
- Keith D. Suter

### T
- Mervat Tallawy
- Ramon Tamames Gomez
- Majid Tehranian
- Anitra Thorhaug

### V
- Wouter van Dieren
- Klaus von Dohnanyi
- Eberhard von Koerber
- Ernst Ulrich von Weizsäcker

### W
- Raoul Weiler
- Thomas George Whiston
- Anders Wijkman
- Markku Wilenius

## Pridruženi
Assia Bensalah Alaoui - Eda Coutinho Barbosa Machado de Souza - Hans Blauwkuip - Robert Blinc - Saturnino de La Plaza Pérez - Rafael de Lorenzo Garcia - Leif Edvinson - José R. Gonzales - Sirkka Heinonen - Thomas F. Homer-Dixon - Obiora Francis Ike - Daniel Janssen - Domingo Jimenez Beltran - Peter Johnston - José Ramon Lasuen Sancho - David Lehrer - Tobias Lengsfeld - José Manuel Moran - Sam Nilsson - György Nógradí - Claiborne Pell - Anaisabel Prera Flores - Paul Rademaker - Gerhard Randa - Edna Maria Santos Roland - Albert Sasson - Vandana Shiva - Ivo Stanek - Astrid Stückelberger - Geiserich E. Tichy - Ildiko Tulbure - Gert von Kortzfleisch - Viktor Vovk - Werner Weidenfeld - J. R. Whitehead - Aleksander Zidanšek

## Častni
Valdas Adamkus - Emeka Anyaoku - Raymond Barre - José Ignacio Berroeta - Frits Böttcher - Frederick F. Chien - Harlan Cleveland - Umberto Colombo - André Danzin - Frederik W. de Klerk - Jacques Delors - Ihsan Dogramaci - Jay W. Forrester - Kurt Furgler - César Gaviria - Orio Giarini - Mihail Gorbačov - Arpad Göncz - Vaclav Havel - Enrique Iglesias - Daisaku Ikeda - Alexander King - Juan Carlos I. Španski - Mauno Koivisto - Luis A. Lacalle Herrera - Ruud F.M. Lubbers - Wangari Maathai - Pentii Malaska - Mircea Malitza - Eleonora Barbieri Masini - Koïchiro Matsuura - Manfred A. Max-Neef - Federico Mayor Zaragoza - Dennis Meadows - Rigoberta Menchú Tum - Reinhard Mohn - Filip Belgijski - Beatrix Nizozemska - Sadako Ogata - B. F. Paton - Dona Sophia Queen of Spain - Carlos Robles Piquer - Zdzislaw L. Sadowski - Jose Angel Sanchez Asiain - Adam Schaff - Eduard Shevardnadze - Karan Singh - Mario Soares - Hugo Thiemann - Richard von Weizsäcker